# Kanton Bellême
Kanton Bellême (francouzsky Canton de Bellême) byl francouzský kanton v departementu Orne v regionu Dolní Normandie. Tvořilo ho 15 obcí. Zrušen byl po reformě kantonů 2014.

## Obce kantonu
- Appenai-sous-Bellême
- Bellême
- La Chapelle-Souëf
- Chemilli
- Dame-Marie
- Le Gué-de-la-Chaîne
- Igé
- Origny-le-Butin
- Origny-le-Roux
- Pouvrai
- Saint-Fulgent-des-Ormes
- Saint-Martin-du-Vieux-Bellême
- Saint-Ouen-de-la-Cour
- Sérigny
- Vaunoise